# Storia dell'interruzione di gravidanza
La pratica dell'interruzione volontaria di gravidanza (detta generalmente, per metonimia, "aborto") è stata utilizzata in diverse società ed epoche sin dall'antichità, con differenti motivazioni e funzioni.
Sin dai tempi antichi, gli aborti sono stati realizzati utilizzando erbe medicinali, strumenti taglienti, con la forza o attraverso altri metodi tradizionali. L'aborto indotto ha una storia lunga e può essere fatto risalire a diverse civiltà, come la Cina sotto Shennong (c. 2700 a.C.), l'Antico Egitto con il suo papiro Ebers (c. 1550 a.C.) e l'Impero Romano al tempo di Giovenale (c. 200 d.C.). Una delle prime note rappresentazioni artistiche dell'aborto è in un bassorilievo ad Angkor Wat (c. 1150 d.C.) in Cambogia. Trovato in una serie di fregi che rappresentano il giudizio dopo la morte, raffigura la tecnica dell'aborto addominale.
I metodi moderni di aborto fanno invece ricorso ai farmaci o alla chirurgia. Attualmente, l'Organizzazione Mondiale della Sanità raccomanda che sia possibile, per tutte le donne, ricorrere ad aborti legali e sicuri. Ogni anno, infatti, gli aborti svolti in contesti non sicuri causano 47.000 morti e 5 milioni di ricoveri ospedalieri. Quando consentito dalla legge locale, l'aborto è stato a lungo una delle procedure più sicure nel campo della medicina.
A partire dalla seconda metà del XX secolo, l'aborto è stato legalizzato nella maggior parte dei paesi.

## L'aborto nell'era premoderna

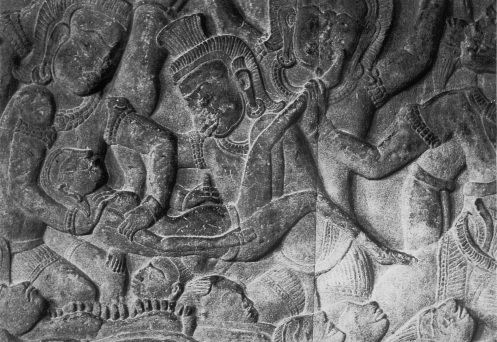
Bassorilievo nel tempio di Angkor Wat in Cambogia, raffigurante un aborto datato intorno al 1150 A.C.

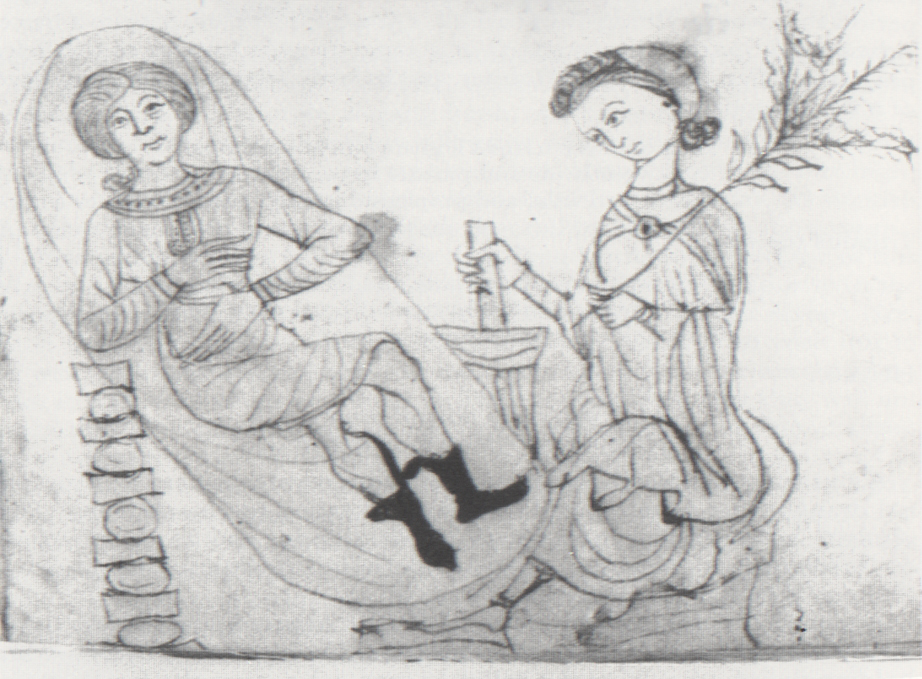
Disegno di un manoscritto del XIII secolo, raffigurante una donna incinta a riposo, mentre un'altra donna prepara una bevanda con la mentuccia. La mentuccia era usata anticamente come abortivo.

La prima testimonianza scritta di aborto risale al 1550 a.C. e si trova nel Papiro Ebers.
In Egitto le pene inflitte, elencate nel Codice di Hammurabi, variavano a seconda del ceto sociale della donna. Nella giurisprudenza assira, nel Codice di Assura, 1075 a.C., si fa riferimento persino alla pena di morte, per una donna che abbia agito contro la volontà del marito. Alcune scoperte archeologiche raccontano anche di primi tentativi di estrazione di un feto; tuttavia, si ritiene che tali metodi non fossero di uso comune, data la scarsa frequenza con cui vengono menzionati in antichi testi di medicina.
Un'altra tecnica ampiamente utilizzata nell'era primitiva nel Sud Est asiatico era quella del massaggio, che consisteva nell'applicazione di una forte pressione sull'addome. Uno dei bassorilievi che decorano il tempio di Angkor Wat in Cambogia, 1150 d.C., raffigura un demone che pratica un aborto del suddetto tipo su una donna che era finita negli Inferi.
In Giappone, è possibile trovare traccia della pratica dell'aborto a partire dal XII secolo. In particolare, a ricorrervi erano le élite e gli abitanti delle aree urbane. Il fenomeno si è poi intensificato durante il periodo Edo, soprattutto tra la classe dei contadini, maggiormente colpita dalle ricorrenti carestie e l'alta tassazione.

### Il contesto greco-romano
Nel contesto greco-romano è piuttosto complesso sapere come veniva visto l'aborto a causa della mancanza di fonti storiche attendibili.
Nel Giuramento di Ippocrate, c'è scritto che i medici dovevano giurare di non fornire alle donne in una gravidanza non voluta alcun mezzo che sarebbe riuscito a far bloccare una maternità. Il motivo si ritrova in un altro testo ippocratico, dove era reso evidente che l'aborto all'epoca era più pericoloso del parto stesso, visto il fatto che non si disponeva degli strumenti chirurgici moderni, cosa che avrebbe potuto causare involontariamente la morte dell'individuo interessato o seri danni al suo utero. Tuttavia, altri testi dell'omonimo giuramento, contengono consigli sul come abortire.
Aristotele, nel suo trattato Politica (350 a.C.), condanna l'infanticidio come mezzo di controllo della popolazione, preferendo l'aborto per questo scopo, tuttavia con la restrizione "[che] deve essere praticato prima che si sviluppi la sensazione di vita, la linea tra l'aborto lecito e illecito sarà caratterizzata dal fatto di avere la sensazione di essere vivo".
Nel II secolo Sorano di Efeso introduce il concetto di aborto terapeutico, praticato cioè nel caso in cui la gestazione metta in pericolo la vita della madre..
Nella civiltà romana era molto sentita la patria potestas e un uomo poteva liberarsi di un figlio indesiderato semplicemente non riconoscendolo. È con le XII tavole che si ha una legislazione in materia di aborto: questo spetta al padre, e la donna che si procura l'aborto senza il suo consenso può essere ripudiata; inoltre i medici che compiono aborti per nascondere adulterio possono essere puniti con le stesse pene inflitte agli amanti. Un altro motivo per cui può essere punito il medico è la morte della donna a causa dell'aborto, ma non si punisce la pratica in sé. La prima sanzione esplicita del mondo romano fu un rescritto con cui vennero introdotte due sanzioni penali contro questa pratica: esilio temporaneo a carico delle divorziate o sposate che si fossero procurate l'aborto contro il volere dell'uomo.

## L'aborto nell'era moderna
Con lo sviluppo della scienza medica e della prevenzione, la consapevolezza sociale dei rischi connessi all'aborto operato al di fuori di strutture ospedaliere, e dell'affermazione dei diritti sociali e della donna, il tema dell'interruzione di gravidanza divenne sempre più argomento di dibattito, in particolare nei paesi occidentali.
L'Unione sovietica (1919), l'Islanda (1935) e la Svezia (1938) sono stati tra i primi paesi a legalizzare varie tipologie di aborto.
In Unione sovietica, durante il comunismo, fu legalizzato l'aborto e reso disponibile in genere a carico dello stato. L'obiettivo era fornire l'interruzione di gravidanza in un ambiente sicuro e con l'ausilio di medici anziché terapeuti non abilitati. La campagna fu molto efficiente nelle aree urbane (circa il 75% degli aborti effettuati a Mosca nel 1925 si svolsero in strutture ospedaliere), meno nelle aree rurali spesso carenti di accesso a dottori e trasporti, e dove si preferiva l'accesso alle terapie tradizionali empiriche. Prima di essere nuovamente legalizzato, nel periodo tra il 1936 e il 1955 l'aborto nell'Unione Sovietica fu nuovamente dichiarato illegale, eccetto che per i casi indicati medicalmente, sull'onda dei dubbi di Stalin rispetto alla crescita della popolazione.
Nel 1935, nella Germania nazista, fu approvata una legge che permetteva aborti per le donne ritenute "ereditariamente malate", mentre a quelle considerate di razza tedesca era proibito. Il presupposto era basato sulle dottrine eugenetiche.
Nel Regno Unito, la "Abortion Law Reform Association" e i grandi cambiamenti sociali del dopoguerra, spinsero il governo britannico a emanare il 1967 Abortion Act. Tale normativa rendeva legale l'aborto in una serie di casistiche, tra le quali il rischio di danno fisico o mentale per la donna, in caso di feto al di sotto delle 28 settimane di gestazione, o nel caso in cui il nascituro avesse probabilità di aver contratto severe patologie fisiche o mentali. L'aborto venne fornito gratuitamente tramite il sistema sanitario nazionale.

### I paesi comunisti

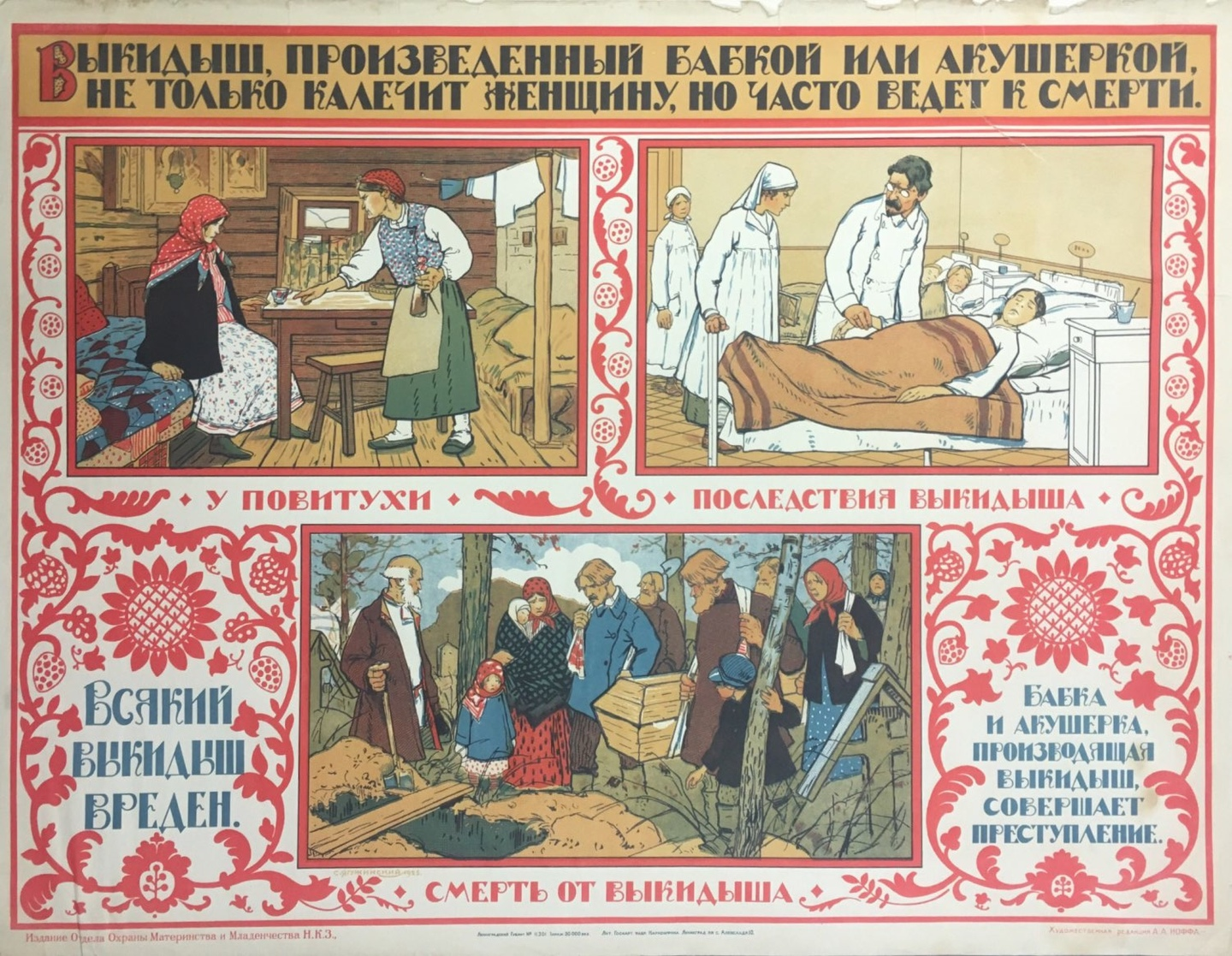
L'Unione Sovietica legalizzò l'aborto nel 1920. Questo poster mette in guardia contro l'aborto non sicuro. Traduzione titolo: Aborti eseguiti da ostetriche autodidatte non solo mutilano la donna, ma spesso la possono portare alla morte.

Nel dopoguerra l'aborto viene legalizzato nei paesi comunisti dell'est legati all'URSS: in Ungheria, Polonia, Bulgaria e Romania nel 1956, in Cecoslovacchia nel 1957, in Jugoslavia nel 1970. La Cina autorizzò l'aborto e la contraccezione nel 1957 anche per politiche di controllo delle nascite. Tale controllo ha determinato un forte squilibrio nella composizione della popolazione: quasi 50 milioni di uomini in più rispetto alle donne.

### Stati Uniti ed Europa

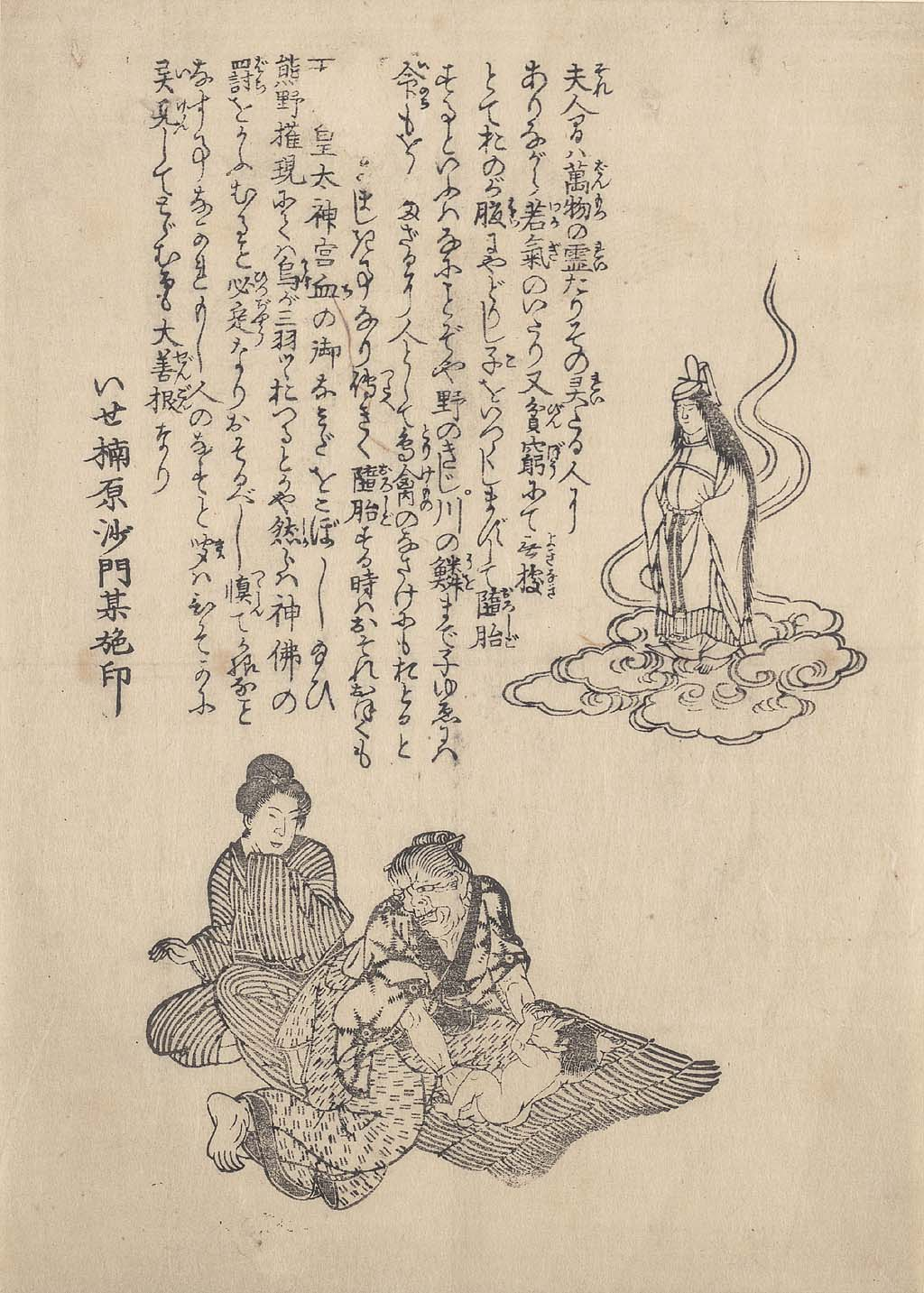
"Ammonizione contro l'aborto". Fine del XIX secolo Giapponese Ukiyo-e xilografia.

In Europa e Nord America, le tecniche di aborto avanzate e sicure hanno iniziato ad essere disponibili dal XVII secolo. Tuttavia, il conservatorismo dalla maggior parte dei medici sulle questioni sessuali ne impedirono un'ampia espansione. Vi erano comunque alcuni medici che pubblicizzavano i loro servizi fino a quando tale pratica non fu vietata.
Come detto, l'Inghilterra legalizzò l'interruzione volontaria di gravidanza nel 1967.
Nel 1967, il Colorado divenne il primo stato degli Stati Uniti d'America a depenalizzare l'aborto in caso di stupro, incesto, o qualora la gravidanza potesse portare alla disabilità della donna. Simili normative furono emanate in California, Oregon e Carolina del Nord. Nel 1970, le Hawaii divennero il primo stato americano a legalizzare l'aborto su richiesta della donna. A livello federale, l'aborto viene introdotto nel 1973, in seguito al processo "Roe contro Wade".
Prima di tale sentenza, l'aborto era disciplinato da ciascuno stato dell'unione, con legge propria. In almeno 30 stati era previsto come reato di common law, cioè non poteva essere praticato in nessun caso. In 13 stati era legale nei seguenti casi: pericolo per la donna, stupro, incesto o malformazioni fetali. In 3 stati era legale in caso di stupro o di pericolo per la donna. In 4 Stati unico requisito legale era la richiesta della donna.
Norma Mc Corvey, alias Jane Roe (nome scelto a fini processuali per tutelarne la privacy), aveva vissuto un'adolescenza difficile, e si era sposata a 16 anni con un uomo violento, dal quale aveva avuto due figlie. Mentre è incinta del terzo figlio, viene contattata da alcune avvocatesse, che la convincono a portare il caso in tribunale, per affermare il suo diritto ad abortire.
Nel 1972 la causa approda alla Corte Suprema degli Stati Uniti, che decide con sentenza del 22 gennaio 1973. Ciò che veniva chiesto ai giudici era se la Costituzione federale riconoscesse un diritto all'aborto anche in assenza di problemi di salute della donna, del feto e di ogni altra circostanza che non fosse la libera scelta della donna. La decisione venne presa con una maggioranza di 7 giudici a favore e 2 contrari. Si fondò su un'interpretazione del Quattordicesimo Emendamento. Secondo questa interpretazione, ormai accolta dalla giurisprudenza costituzionale statunitense, esiste un diritto alla libera scelta di ciò che attiene alla sfera più intima dell'individuo. La Corte suprema riconosce il diritto all'aborto in un'ottica di limitazione dell'ingerenza statale. Comunque, il diritto ad abortire della donna, in questa sentenza, non è definito assoluto, poiché lo Stato avrebbe il dovere di intervenire in talune circostanze, che coincidono in particolare con il tempo di gestazione. Enuncia quindi due principi:
- l'aborto è possibile per qualsiasi ragione la donna lo voglia fino al punto in cui il feto diventa in grado di sopravvivere al di fuori dell'utero materno, anche con l'ausilio di un supporto artificiale. Questa condizione si verifica in media intorno ai sette mesi (28 settimane), ma può presentarsi prima, anche alla 24sima settimana.
- In caso di pericolo per la salute della donna, l'aborto è legale anche qualora la soglia oltre la quale il feto è in grado di sopravvivere al di fuori dell'utero materno sia stata sorpassata.

Questa sentenza della Corte ha condizionato le leggi di 46 Stati.
La sentenza Roe contro Wade ha influenzato la politica nazionale statunitense, dividendo gran parte del paese tra pro-Roe (per la libertà di abortire) e pro-Wade (per il diritto alla vita) e ispirando gruppi di attivisti su entrambi i fronti. Il 26 giugno 2022 la Corte Suprema ha abolito la sentenza Roe v. Wade sull'aborto.

### L'Italia e la legge 194

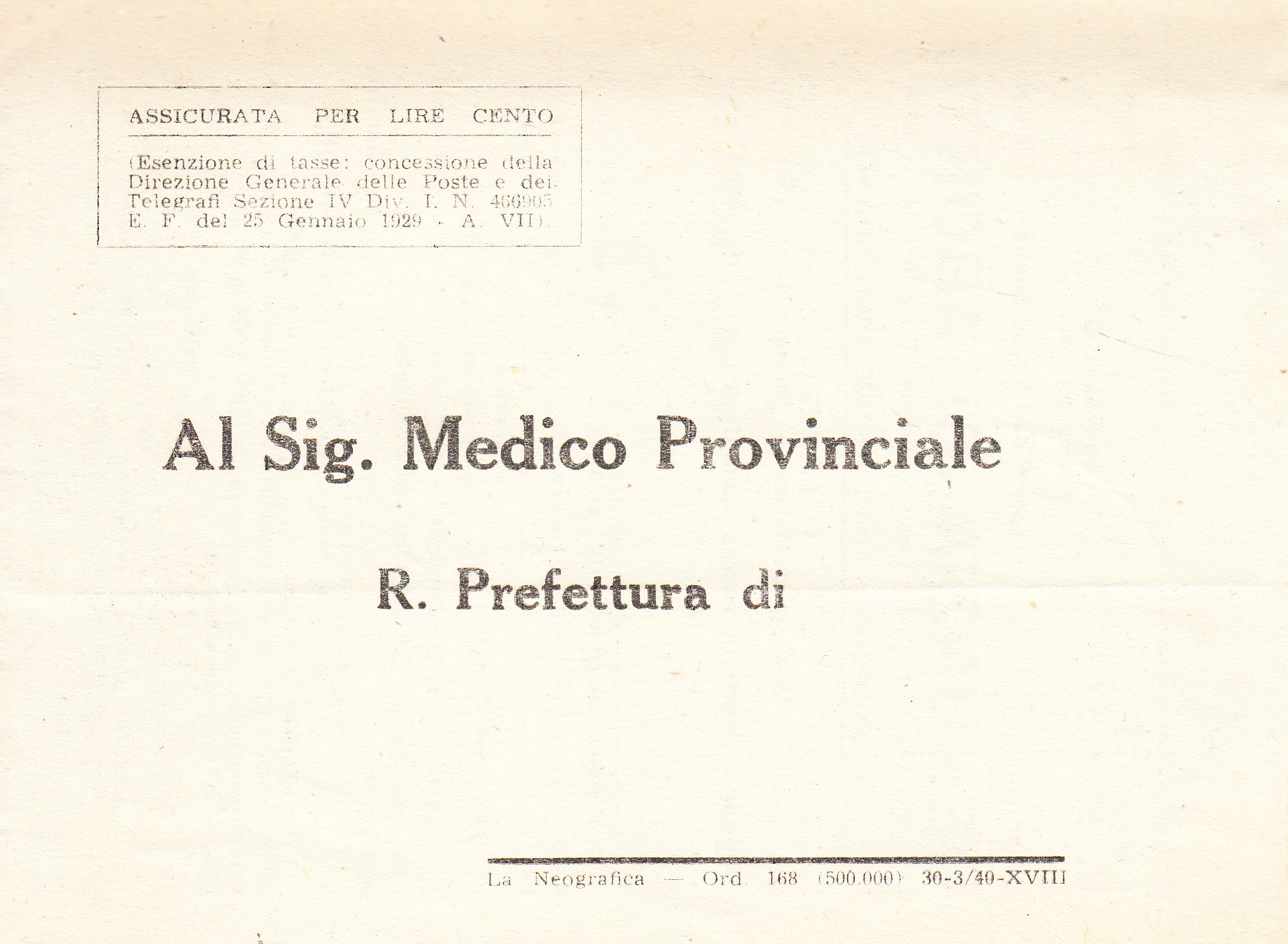
Modulo di denuncia di aborto del 1940 ad uso dei medici

Durante il fascismo, in base all' ord.168 (500 000) 30-3/40 XVIII, La Neografica stampa il modulo 50 del (Modulario I. - san. p/115), inviato ai medici sul territorio nazionali, a scopo di denunzia dei casi di aborto.
Al medico fascista denunziante, era richiesto di fornire dettagliate informazioni sull'evento: oltre a tutti i dati anagrafici, insieme alla data e al luogo dell'evento, anche le caratteristiche del "prodotto abortivo", i nomi delle persone presenti all'aborto e le "cause presumibili". Se un medico era presente e d'accordo all'intervento, ne era richiesto il nome; idem per l'eventuale ostetrica.

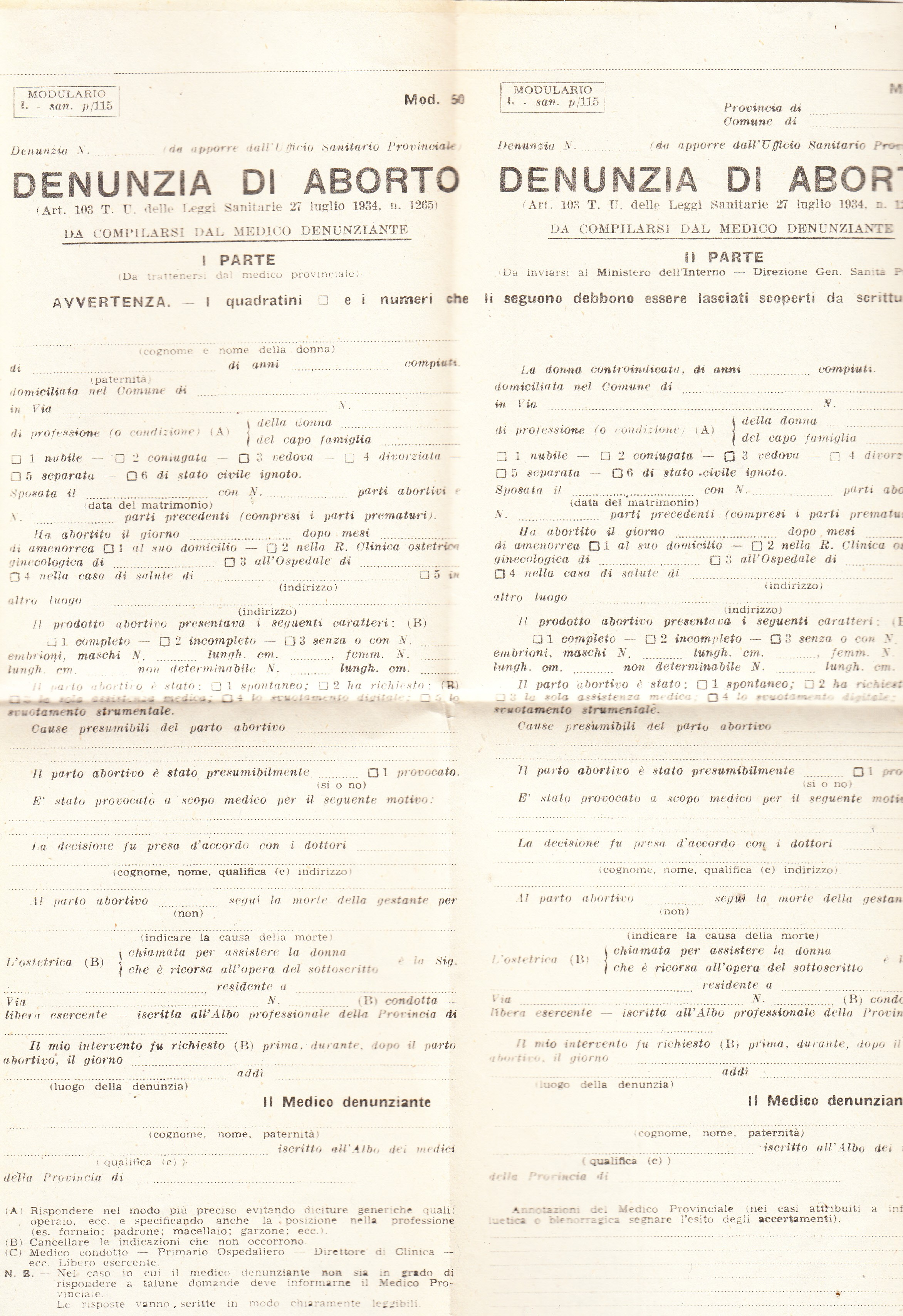
Modulo di denunzia di aborto di epoca fascista

Inoltre, era richiesto di indicare ("evitando diciture generiche") le professioni svolte dalla donna e dal "capo famiglia", "specificando anche la posizione nella professione (es. fornaio, padrone, macellaio; garzone; ecc).
In ultimo, nel caso di morte della "gestante", andava indicata la causa.
Le cause di aborto, sono elencate in un ordine probabilmente risultato dalla mediazione tra frequenza e riprovazione morale:
Generali: malattie acute, croniche, endocrine; intossicazioni professionali - emblematiche delle condizioni lavorative delle donne; traumi fisici ("cadute, urti...") - spesso riconducibili a violenza domestica 
Genitali
Ovulari
Varie
Non determinabili 

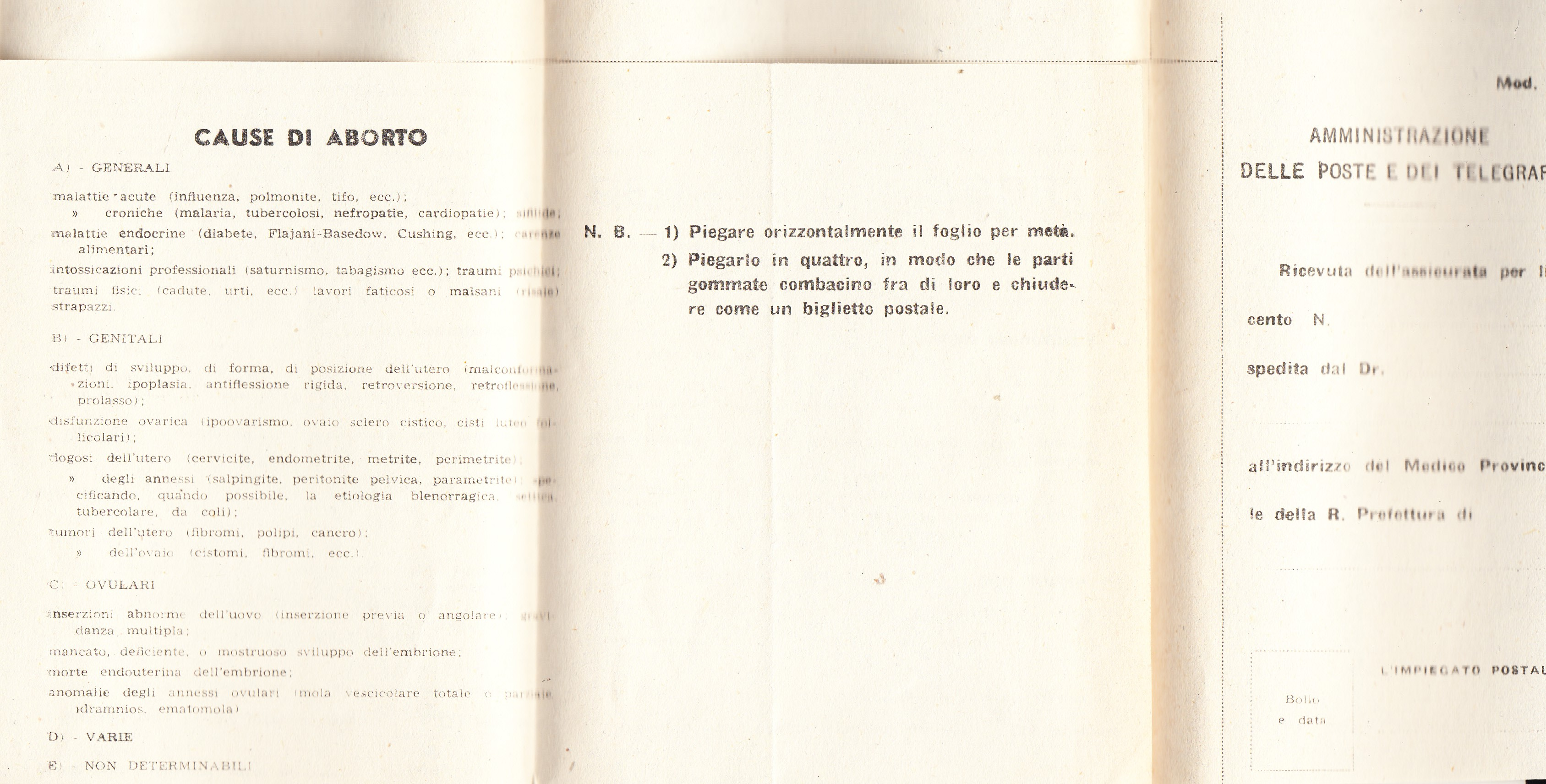
Cause di aborto previste in epoca fascista

Il 1975 è uno degli anni chiave in Italia riguardo al tema dell'aborto: infatti, la Corte costituzionale il 18 febbraio 1975, nella sentenza n.27 ha sentenziato che: "ricorrere all'aborto è conforme al diritto, non in assoluto ma nei casi indicati della legge".
La svolta sull'argomento ci fu quando fu costituita una commissione per discutere del tema; nacque così la legge 194 nel maggio del 1978. La 194 consente alla donna, nei casi previsti dalla legge, di ricorrere alla interruzione volontaria di gravidanza in una struttura pubblica (ospedale o poliambulatorio convenzionato con la Regione di appartenenza), nei primi 90 giorni di gestazione; tra il quarto e quinto mese è possibile ricorrere all'interruzione solo per motivi di natura terapeutica.
Se la gravidanza mette in grave pericolo fisico e psichico la vita della madre, laddove si accettino le condizioni della madre, l'intervento può essere praticato senza le procedure richieste; inoltre l'eventuale obiezione di coscienza del medico non lo esime dal dover intervenire.
La legge stabilisce che le generalità della donna rimangano anonime.

## Religioni e aborto

### Il Cristianesimo
Nel cristianesimo, papa Sisto V (1585-1590) fu il primo papa a dichiarare che l'aborto è un omicidio indipendentemente dallo stadio della gravidanza; la Chiesa cattolica fu precedentemente divisa sulla questione e iniziò ad opporsi energicamente solo a partire dal XIX secolo.
Si pensa che i primi cristiani fossero influenzati su questo argomento dal pensiero ebraico e greco. San Tommaso d'Aquino aderì alla riflessione sull'epigenismo ispirandosi ad Aristotele. Con il Decretum Gratiani (1140) e fino al 1869 il diritto canonico cattolico distinse tra feto “inanimato” e feto “animato”.
Un'interruzione volontaria della gravidanza è sempre comunque stata giudicata un peccato e come tale punita con una penitenza, tuttavia veniva considerata un assassinio solo nel caso in cui il feto che la subisse fosse “animato”. La distinzione tra feto inanimato e feto animato venne abolita da Papa Pio IX nel 1869, in base all'idea che l'anima esista sin dal momento del concepimento.

### L'Ebraismo
Secondo la visione ebraica la vita inizia prima del concepimento. Non mancano infatti i riferimenti alla chiamata alla vita prima della nascita. L'aborto è un atto che viola la volontà di Dio. Perciò il divieto di abortire è ordinato da Dio per trasmettere la vita e preservare il popolo del Signore. Un ordine celeste e non un interesse umano. Per l'ebraismo i rapporti tra coniugi non devono essere solo a scopi procreativi infatti ciò che è condannato, non è il singolo rapporto sterile ma un matrimonio senza vita. Il testo ebraico più importante a sull'aborto è Esodo 21,22-23 che impone un'ammenda dettata dal marito della gestante se è procurato un aborto e la morte nel caso che la donna morisse. Questo testo fu però tradotto in greco nel II secolo A.c. e si perse il significato e il testo fu cambiato in modo tale che se anche il feto si fosse formato si doveva pagare con la vita di chi aveva procurato l'aborto.

### La cultura islamica
La tradizione islamica ha permesso l'aborto fino al momento in cui la dottrina ritiene che l'anima entri nel feto; diversi teologi musulmani hanno dato differenti interpretazioni per stabilire il giusto tempo che vanno dal momento del concepimento a 40 giorni dopo il concepimento a 120 giorni dopo il concepimento o oltre. Tuttavia, l'aborto è in gran parte fortemente limitato o vietato nelle zone di alta fede islamica come il Medio Oriente e il Nord Africa.
Anche in questo ambito culturale l'animazione del feto rappresenta la linea di demarcazione tra tolleranza e violazione: nel periodo antecedente l'animazione, malgrado ci siano opinioni diverse, la pratica è generalmente tollerata. Dopo l'animazione invece, il filone storicamente maggioritario è sempre stato contrario all'interruzione della gravidanza, giacché dopo il concepimento è omicidio. Ancora oggi, al di là di alcune differenze esistenti, la legge islamica permette l'aborto prima del quarto mese in presenza di valide ragioni, e successivamente solo laddove ciò si renda necessario per salvare la madre. Per quanto riguarda la tradizione sciita in Iran il codice penale prevede un'ampia casistica a proposito del pagamento della somma di denaro da versare alla persona che ha subito il danno.
Dal 120 giorno di gestazione l'aborto non è generalmente permesso se non per motivi di accertato pericolo di vita della madre. Fino a quando invece il battito non sia avvertito il feto non è considerato essere umano perfetto ed è quindi lecito ricorrere all'interruzione volontaria della gravidanza..